# Пуэбло-Бельо
Пуэбло-Бельо (исп. Pueblo Bello) — небольшой город и муниципалитет на северо-востоке Колумбии, на территории департамента Сесар.

## История
Поселение из которого позднее вырос город было основано 10 декабря 1777 года. Муниципалитет Пуэбло-Бельо был выделен в отдельную административную единицу в 1997 году.

## Географическое положение

Муниципалитет Пуэбло-Бельо

Город расположен в северной части департамента, в горной местности массива Сьерра-Невада-де-Санта-Марта, на расстоянии приблизительно 32 километров к западу-юго-западу (WSW) от Вальедупара, административного центра департамента. Абсолютная высота — 1220 метров над уровнем моря.

Муниципалитет Пуэбло-Бельо граничит на востоке и юге с муниципалитетом Вальедупар, на юго-западе — с муниципалитетом Эль-Копей, на западе — с территорией департамента Магдалена. Площадь муниципалитета составляет 686 км².

## Население
По данным Национального административного департамента статистики Колумбии, совокупная численность населения города и муниципалитета в 2012 году составляла 20 677 человек.
Динамика численности населения муниципалитета по годам:
| 2005   | 2006   | 2007   | 2008   | 2009   | 2010   | 2011   | 2012   |
| ------ | ------ | ------ | ------ | ------ | ------ | ------ | ------ |
| 17 228 | 17 714 | 18 197 | 18 675 | 19 164 | 19 650 | 20 154 | 20 677 |

Согласно данным переписи 2005 года мужчины составляли 52,2 % от населения Пуэбло-Бельо, женщины — соответственно 47,8 %. В расовом отношении индейцы составляли 59,5 % от населения города; белые и метисы — 40,3 %; негры, мулаты и райсальцы — 0,2 %.
Уровень грамотности среди всего населения составлял 61,7 %.

## Экономика
Основу экономики Пуэбло-Бельо составляет сельскохозяйственное производство.

66,5 % от общего числа городских и муниципальных предприятий составляют предприятия торговой сферы, 26,4 % — предприятия сферы обслуживания, 6,3 % — промышленные предприятия, 0,8 % — предприятия иных отраслей экономики.